# Bittacomorphella sackenii
Bittacomorphella sackenii är en tvåvingeart som först beskrevs av Roder 1890.  Bittacomorphella sackenii ingår i släktet Bittacomorphella och familjen glansmyggor. Inga underarter finns listade i Catalogue of Life.